# Hélder Arruda
Hélder Filipe Almeida Arruda (sinh ngày 4 tháng 1 năm 1993) là một cầu thủ bóng đá người Bồ Đào Nha thi đấu cho Praiense ở vị trí tiền đạo.

## Sự nghiệp bóng đá
Vào ngày 27 tháng 7 năm 2013, Arruda có màn ra mắt cho Santa Clara trong trận đấu tại Cúp Liên đoàn bóng đá Bồ Đào Nha 2013–14 trước Farense, thay cho Igor (phút thứ 79). Anh có màn ra mắt tại Giải bóng đá hạng nhất quốc gia Bồ Đào Nha 2013–14 trước Desportivo Chaves ngày 11 tháng 8.